# 1991.
◄ | 19. stoljeće | 20. stoljeće | 21. stoljeće | ►
◄ | 1960-ih | 1970-ih | 1980-ih | 1990-ih | 2000-ih | 2010-ih | 2020-ih | ►
◄◄ | ◄ | 1988. | 1989. | 1990. | 1991. | 1992. | 1993. | 1994. | ► | ►►
Arhitektura • Astronautika • Astronomija • Biologija • Film • Fotografija • Glazba • Kazalište • Kemija • Kiparstvo • Knjige • Književnost • Kršćanstvo • Meteorologija • Medicina • Planinarstvo • Politika • Pravo • Promet • Slikarstvo • Strip • Šport • Televizija • Znanost • Zrakoplovstvo • Željeznički promet
1991. (rim. MCMXCI), bila je devedeseta godina 20. stoljeća.

## Događaji

### Siječanj
- 1. siječnja – Osnovano je Javno poduzeće „Hrvatske šume“ Zagreb.
- 16. siječnja – Zaljevski rat: započela operacija "Pustinjska oluja" u Kuvajtu.

### Veljača
- 26. veljače – irački predsjednik Saddam Hussein objavio povlačenje iračkih snaga iz Kuvajta.

### Ožujak
- 1. – 3. ožujka – Bitka za Pakrac. Pobunjeni Srbi zauzeli grad, a posebne postrojbe policije RH potom ga vratile i odbile četnički protunapad.
- 3. ožujka – Latvija i Estonija izglasale neovisnost od SSSR-a.
- 9. ožujka – U Beogradu održan veliki prosvjedni miting srpske oporbe protiv srpskog predsjednika Slobodana Miloševića. Policija brutalnom silom rasturila miting, a dvije osobe poginule. Milošević demonstrante nazvao snagama "haosa i bezumlja". Navečer, ulice Beograda zaposjeli tenkovi JNA. Uhićen Vuk Drašković, tada lider srpske oporbe.
- 12. ožujka – Predsjedništvo SFRJ, zahvaljujući glasu Bogića Bogićevića (BiH), odbilo prijedlog generalskog vrha Jugoslavenske narodne armije o uvođenju izvanrednog stanja u SFRJ.
- 15. ožujka – Predsjednik Predsjedništva SFRJ, Borisav Jović, podnio ostavku.
- 15. ožujka – Osnovana Narodna zaštita Republike Hrvatske, preteča Hrvatske vojske. Skupa s HV sudjelovala u borbenim aktivnostima s HV na osječkom području. U Domovinskom ratu ondje je poginulo 17 pripadnika NZ, 49 ranjeno i dvoje je nestalih.
- 16. ožujka – Milošević izjavio da Srbija više neće priznavati odluke saveznih organa.
- 25. ožujka – U Karađorđevu se sastali predsjednik Srbije Slobodan Milošević i predsjednik Hrvatske Franjo Tuđman.
- 31. ožujka – Pogibijom hrvatskog redarstvenika Josipa Jovića na Plitvicama simbolično je započeo Domovinski rat. Hrvatske snage ugušile velikosrpsku pobunu na području Nacionalnog parka Plitvica.[1]
- 31. ožujka – Albanija održala prve višestranačke izbore.
- 31. ožujka – Gruzija na referendumu izglasala neovisnost od SSSR-a.
- krajem ožujka – Osnovana Specijalna jedinica PU Primorsko-goranska "Ajkula".[2]

### Travanj
- 1. travnja – Samoproglašena vlada pobunjenih hrvatskih Srba na čelu s Milanom Babićem proglasila odvajanje od Hrvatske i priključivanje Srbiji.
- 5. travnja – Srpska tajna služba osnovala je prvi srpski teroristički centar za uvježbavanje u selu Golubiću kod Knina (Operacija Proboj-1).[3]
- 8. travnja – Slovenska granična policija u Kopru obavijestila je hrvatsku policijsku postaju Umag i policijsku postaju za graničnu kontrolu, odnosno za postupanje na moru u Puli, da će za suzbijanje emigracija i krijumčarenja na moru zaposjesti cijelu Savudrijsku valu.[4]
- 8. travnja – Prvo postrojavanje SJP Ajkule, postroje PU Primorsko-goranske.[2]
- 11. travnja – Teroristički napad u Zadru koju je izvela velikosrpska peta kolona.
- 22. travnja – Potres od 7,6 stupnjeva Mercallija pogodio Kostariku i Panamu, poginule 82 osobe.
- 29. travnja – Uragan pogodio Bangladeš, poginulo oko 138.000 ljudi.

### Svibanj
- 2. svibnja – Pokolj u Borovu Selu.
- 5. svibnja – Prvi let Croatia Airlinesa.
- 6. svibnja – U Splitu održane demonstracije protiv JNA zbog blokade Kijeva i sudjelovanja u srpskoj pobuni.
- 6. svibnja – Radnička akcija u Đuri Đakoviću. Radnici tvornice specijalnih vozila u Slavonskom Brodu spriječili su vojnike JNA odvesti tenkove iz tvorničkog kruga.[5][6]
- 8. svibnja – Hajduk osvaja posljednji Kup Jugoslavije u nogometu, pobjedom u Beogradu od 1>0 nad Crvenom zvezdom.

### Lipanj
- 1. lipnja. – osnovana 114. brigada HV "Škorpioni", Split
- 12. lipnja – Boris Jeljcin proglašen ruskim predsjednikom.
- 16. lipnja – Prva veća borbena akcija Hrvatskog ratnog zrakoplostva zrakoplovima. Na neprijateljsko taborište na planini Dinari ručno su izbačene improvizirane bombe.[7]
- 25. lipnja – Hrvatski sabor proglašava neovisnost i donosi odluku da se taj dan slavi kao Dan državnosti. Isti dan neovisnost proglašava i Slovenija.
- 26. lipnja – Pobunjeni hrvatski Srbi uz pomoć JNA napali policijsku postaju MUP-a RH u Glini.
- 26. lipnja – Hrvatski sabor donio Zakon o HAZU, kao najvišoj znanstvenoj i umjetničkoj ustanovi u Hrvatskoj, čime je zakonski potvrdio njezino ranije djelovanje (JAZU).
- 26. lipnja – Slovenija priznala Hrvatsku.
- 27. lipnja – Napadom JNA izbio rat u Sloveniji
- 27. lipnja – Poznati "crveni fićo" u Osijeku. Tenk JNA bezobzirno pregazio parkirano civilno vozilo.
- 28. lipnja – U Slavonskom Brodu osnovana 108. brigada Zbora narodne garde Republike Hrvatske.

### Srpanj
- 1. srpnja – Na sastanku u Pragu službeno raspušten Varšavski pakt.
- 5. srpnja – EEZ izglasovala Embargo EEZ na uvoz oružja u SFRJ, koji je prije svega pogodio razoružanu Hrvatsku. Isti dan vrh JNA i Srbije dogovorio je vojnu osvetu Sloveniji i postavljanje snaga JNA na područja koje su velikosrpski pobunjenici u Hrvatskoj zauzeli, radi zadržavanja istih okupiranih područja i pokušaja osvajanja novih područja u RH.
- 7. srpnja – Brijunskom deklaracijom završen desetodnevni rat u Sloveniji.
- 9. srpnja – Velikosrpski agresori okupirali i spalili hrvatsko selo Ćelije.
- 11. srpnja –  U policijskoj akciji koja je trajala 10 sati, osječka policija uhitila grupu srpskih terorista.[8]
- 30. srpnja – Litva priznala Hrvatsku.

### Kolovoz
- 16. kolovoza – SJP Ris MUP-a RH u akciji deblokade prometnice Novska-Okučani.[9]
- 18. kolovoza – SJP Ris MUP-a RH u akciji sprječavanja prodora četničkih snaga u grad Daruvar.[9]
- 19. kolovoza – Pokušaj puča vojske Crvene armije u SSSR-u, predsjednik Mihail Gorbačov u kućnom pritvoru. Puč propao nakon tri dana.
- 22. kolovoza – Hrvatske snage poduzele prvu veću oslobodilačku akciju na području Banovine, operaciju Brđani '91.
- 25. kolovoza – Napadom JNA i paravojnih srpskih postrojbi počela bitka za Vukovar.
- 25. kolovoza – Bjelorusija je proglasila neovisnost od SSSR-a.
- 25. kolovoza – Na velikom skupu roditelja u dvorani Globus u Zagrebu dogovoreno osnivanje Pokreta majki za mir Bedem ljubavi.
- 28. kolovoza – Osnovan Weimarski trokut.
- 29. kolovoza – U Beogradu su članice Bedema ljubavi tražile puštanje Hrvata i ostalih ne-Srba iz JNA.
- 29. kolovoza – Glasoviti govor hrvatskoga pjesnika Vlade Gotovca na velikom skupu ispred Komande Pete vojne oblasti.[10]
- 31. kolovoza – Na zagrebačkoj zračnoj luci Plesu JNA je uhitila hrvatsko-kanadskog poduzetnika Antuna Kikaša u Boeingu 737 ugandske zrakoplovne tvrtke, s 18 tona lakog pješačkog i protuoklopnog naoružanja namijenjenog MUP RH i ZNG-u.[11]

### Rujan
- 1. rujna – Bitka u Doljanima kod Daruvara. Odlučujuća hrvatska pobjeda u obrani Daruvara.
- 2. rujna – SAD priznale neovisnost Baltičkih republika.
- 2. rujna – Nakon pokolja i progona hrvatskog stanovništva u okolnim selima, velikosrpske snage napale Petrinju.[12][13]
- 3. rujna – Oko 3 000 pripadnica Bedeme ljubavi prosvjedovalo je u Bruxellesu tražeći puštanje hrvatskih mladića iz JNA, te mir i pomoć Hrvatskoj.
- 3. rujna – Masovni velikosrpski zločin nad Hrvatima: pokolj u Graboštanima, Stublju i Majuru.
- 3. rujna – Masovni velikosrpski zločin nad Hrvatima: pokolj u Četekovcu, Balincima i Čojlugu.
- 4. rujna – SJP Ris MUP-a RH u akciji deblokade autoputa Gređani – Čovac.[9]
- 6. rujna – SSSR priznao neovisnost baltičkih republika.
- 8. rujna – Makedonija proglasila neovisnost.
- 8. rujna – Masovni velikosrpski zločin nad Hrvatima: pokolj u Kusonjama.
- 9. rujna – Tadžikistan proglasio neovisnost od SSSR-a.
- 10. rujna – Vrhunac bitke za Gospić u Domovinskom ratu: jedva spriječen velikosrpski prodor tenkovima u grad.
- 13. rujna – Velikosrbi zauzeli i minirali Maslenički most, čime se Karlobag skoro našao u potpunom okruženju.
- 14. rujna – JRM napala Ploče. S minolovaca otvorena paljba po hrvatskim snagama i samom gradu. Okršaj se nije pretvorio u bitku, ali se smatra prvim pomorskim sukobom Domovinskog rata.[14]
- 14. rujna – Pred jakim napadima velikosrpskih osvajača hrvatski branitelji sa stanovništvom prekidaju s obranom i napuštaju Topusko.[15]
- 16. rujna – Početak bitke za Šibenik i prva pobjeda Hrvatskih snaga u Domovinskom ratu, obaranje dvaju zrakopolova JRZ-a "Obadva, obadva, oba su pala!". JNA gađala Otočac. U napadu su ubili 4 osobe i razorili crkvu sv. Trojstva. Hrvatske su snage u blizini Žrnovnice zauzeli vojnu bazu u kojoj su zaplijenili 55 raketa "brod – brod". U Splitu se predala i vojna tiskara, vojarna "Visoko" i komanda garnizona Split. JNA bombardirala radijski odašiljač na otoku Visu. Za isti je dan srpski general Ratko Mladić izdao zapovijed za napad 9. kninskom korpusu za nastavak okupacije teritorija RH.[16]
- 17. rujna – JRM sprovela pomorsku blokadu Hrvatske.
- 18. rujna – Mještani Sukošana i Debeljaka, hrvatski bojovnici i redarstvenici spriječili prodor velikosrpskog agresora iz pravca aerobaze Zemunik na Jadransku magistralu.
- 18. rujna – Masovni velikosrpski zločin nad Hrvatima: kod položaja oko nove bolnice u Petrinji masakrirani pripadnici ZNG.
- 21. rujna – Armenija proglasila neovisnost od SSSR-a.
- 21. rujna – Masovni velikosrpski zločin nad hrvatskim građanima: pokolj u Ivanovom Selu. Svi ubijeni su Česi.
- 21. rujna – osnovan Glavni stožer Oružanih snaga Republike Hrvatske[17]
- 21. rujna – Nakon pokolja i progona hrvatskog stanovništva u okolnim selima te 20 dana borbe, velikosrpske snage okupirale Petrinju.[12][13]
- 23. rujna – Završila prva pomorska blokada Hrvatske koju je sprovela velikosrpska JRM.
- 25. rujna – Vijeće sigurnosti Ujedinjenih naroda donijelo Rezoluciju br.713 kojom je uveden embargo na uvoz oružja u SFRJ. Embargo je mnogo naškodio obrani Hrvatske.
- 26. rujna – Hrvatske postrojbe su pokrenule napadno-oslobodilačku akciju Medvjed radi deblokiranja najvažnije i skoro jedine kvalitetne cestovne prometnice kroz Liku i Gacku koja je spajala hrvatski sjever i jug.
- 29. rujna. – Kraj bitke za Bjelovar: oslobađanje bjelovarske vojarne i teroristički čin koji je skoro zbrisao Bjelovar, kad je zaluđeni oficir JNA eksplozijom uništio vojno skladište "Barutanu".
- 30. rujna Albanci s Kosova referendumom su se odlučili za suverenu i nezavisnu državu Kosovo.[18]

### Listopad
- Početak listopada – Udružena JNA, hrvatski Srbi s okupiranih hrvatskih teritorija i srpski dragovoljci iz Srbije, BiH i Crne Gore izveli su opći frontalni napad na Hrvatsku u kojem su napali sve ključne točke i gradove u Hrvatskoj, a radi potpunog sloma hrvatske obrane.[19]
- 1. listopada – Početak srpsko-crnogorske agresije na Dubrovnik.
- 3. listopada – Vatikan najavio da radi na hrvatskome međunarodnom priznanju.[20]
- 4. listopada – Velikosrpske postrojbe spalile hrvatski zaselak Čorke. U tom razdoblju počinile su i pokolj u Čorcima listopada 1991.
- 4. listopada – Velikosrpske snage napale Karlovac.[21]
- 5. listopada – Osnovan Hrvatski auto i moto športski savez.[22]
- 6. listopada – Ustrojena i mobilizirana 145. brigada ZNG.[23]
- 6. listopada – Na sastanku Poljske, Mađarske i Češkoslovačke zatražena intervencija međunarodnih snaga u Hrvatskoj.[24]
- 7. listopada – JNA raketirala Banske dvore, ondašnji ured Predsjednika Republike.
- 8. listopada – Hrvatski sabor donosi Odluku o raskidu državnopravnih sveza s ostalim republikama i pokrajinama SFRJ. Danas se taj dan slavi kao Dan neovisnosti u Hrvatskoj. Ovom je odlukom između ostalog, potvrdio ranije donesenu Ustavnu odluku o suverenosti i samostalnosti Republike Hrvatske (25. lipnja 1991.), te je Hrvatska i stvarno postala samostalna i neovisna država
- 8. listopada – Prvi znak "Republika Hrvatska" s hrvatskim grbom, postavljen na graničnom prijelazu s Mađarskom.[24]
- 8. listopada – Mađarska spriječila JNA da ostatak vojne opreme iz Slovenije povuče preko mađarskog teritorija.[24]
- 8. listopada – Vlada Republike Hrvatske priznala Estoniju i Letoniju kao suverene države.[24]
- 10. listopada – Pokolj u selu Čanku u Lici: četnici i pripadnici JNA pobili hrvatske civile.
- 13. listopada – Ratni zločin i etničko čišćenje u Širokoj Kuli kod Gospića. Maskirani lokalni pobunjeni Srbi mučki usmrtili 40 Hrvata.
- 15. listopada – Velikosrpski agresori su u sklopu Operacije Labrador pokušali podvaliti Hrvatskoj miniranjem zagrebačke sinagoge, no hrvatske su ih službe otkrile pa su akteri morali pobjeći u Srbiju.[3]
- 17. do 19. listopada – Bitka za Novi Farkašić, pobjeda hrvatske vojske.
- 17./18. listopada – Progon iz Iloka. Srpska vojska okružila je grad Ilok i daje ultimatum da ga se 17. listopada do 16 sati mora napustiti. Tog 17. na 18. listopada pisani nalog potpredsjednika Vlade RH Mate Granića stigao je Kriznom štabu općine Slavonskog Broda za organizirati prihvat oko 10 tisuća Iločana koje su velikosrpski okupatori protjerali iz njihovih domova s područja Iloka.[25]
- 25. listopada – Bitka kod Tordinaca u Domovinskom ratu.[26]
- 28. listopada – Postrojbe TO pobunjenih hrvatskih Srba počinile pokolj nad hrvatskim civilima u Lipovači.
- 31. listopada – Početak prve napadne operacije Hrvatske vojske u Domovinskom ratu (Otkos 10), oslobađanje Bilogore i ceste Virovitica – Grubišno Polje – Kutina.

### Studeni
- 4. studenoga – Hrvatske postrojbe pokrenule napadno-oslobodilačku operaciju Drenjulu radi deblokiranja Otočca i najvažnije i skoro jedine kvalitetne cestovne prometnice kroz Liku i Gacku.
- 5. studenoga – Palo veliko skladište oružja Jamadol kod Karlovca u ruke Hrvatske vojske. HV spriječio da zapovjednik garnizona JNA u Karlovcu Svetozar Marjanović razori skladište oružja i događanje nove bjelovarske Hiroshime.
- 7. studenoga – Četnička diverzantska skupina iz zasjede je ubila šestoricu pripadnika 127. brigade HV u okolici Virovitice.[27]
- 8. studenoga – JRM sprovela pomorsku blokadu Hrvatske.
- 10. studenoga – Pad obrane Bogdanovaca, nakon kojeg je Vukovar ostao odsječen, jer je presječen t.zv. kukuruzni put, jedina komunikacije Vukovara sa slobodnim dijelom Hrvatske.[28]
- 13. studenoga – Hrvatske postrojbe uspješno okončale napadno-oslobodilačku operaciju Drenjulu.
- 13. studenoga – Pripadnici JNA u agresiji na Hrvatsku i BiH počinili pokolj, ubivši osmoricu hrvatskih civila u Kijevu Dolu.
- 14. i 15. studenoga – Boj u Splitskom kanalu, obrane hrvatskih snaga protiv velikosrpske JRM.
- 15. studenoga – JRM i JNA napale Split iz zraka, s mora i kopna.
- 18. studenoga – Srpske trupe okupirale su hrvatski grad Vukovar. Nakon 87 dana opsade i teških borbi, izolirane su hrvatske snage podlegle izrazito brojnijem i tehnološki opremljenijem neprijatelju. Unatoč uspjehu zauzeća grada, pobjeda se srbijanskom okupatoru pokazala Pirovom pobjedom. U danima koji slijede, velikosrbi su počinili najveće zločini protiv humanosti u Domovinskom ratu (Ovčara).
- 18. studenoga – Velikosrbi počinili masakr u Škabrnji, ubivši 84 Hrvata.
- 18. studenoga – Proglašena je Hrvatska zajednica Herceg-Bosna.
- 19. studenoga – Snage JNA počinile pokolj u Nadinu, ubivši 14 hrvatskih civila, spalivši i opljačkavši selo Nadin kod Benkovca.
- 23. studenoga – Hrvatski predsjednik Franjo Tuđman, srbijanski predsjednik Slobodan Milošević i čelni čovjek JNA general Veljko Kadijević, uz posredovanje predstavnika Ujedinjenih naroda Cyrusa Vancea u Ženevi potpisali sporazum o prekidu vatre
- 28. studenoga – Južna Osetija proglasila neovisnost od Gruzije.

### Prosinac
- 1. prosinca – Ukrajina na referendumu izglasala neovisnost od SSSR-a.
- 6. prosinca – Najžešći napad u opsadi Dubrovnika, granatirana i uža gradska jezgra.
- 6. prosinca – Oslobođen Lipik, prvi oslobođeni grad u Domovinskom ratu.
- 11. prosinca – Pripadnici paravojne postrojbe pobunjenih hrvatskih Srba, "šiltovi", pobili 15 hrvatskih civila u selu Gornjim Jamama kod Gline.
- 11. prosinca – Ukrajina priznala Hrvatsku. Bila je prva zemlja članica UN-a koja je to napravila.
- 14. prosinca – Latvija priznala Hrvatsku.
- 16. prosinca – Pokolj u Joševici 16. prosinca 1991. je bio ratni zločin kojeg su počinile srpske postrojbe za vrijeme Domovinskog rata.
- 19. prosinca – Island priznao Hrvatsku.
- 19. prosinca – Njemačka,[29] Švedska i Italija najavile međunarodno priznanje Hrvatske.
- 20. prosinca – Vatikan najavio da će međunarodno priznati Hrvatsku.
- 31. prosinca – Nakon proglašenja neovisnosti 15 republika Sovjetski savez formalno prestao postojati.
- 31. prosinca – Estonija priznala Hrvatsku.

## Rođenja

### Siječanj – ožujak
- 11. siječnja – Bekim Balaj, albanski nogometaš
- 19. siječnja – Darija Klišina, ruska atletičarka
- 24. siječnja – Jerko Marinić Kragić, hrvatski vaterpolist
- 10. veljače – Emma Roberts, američka glumica
- 19. veljače – Olja Luetić, hrvatska modna dizajnerica
- 20. ožujka – Alexis Pinturault, francuski skijaš

### Travanj – lipanj
- 2. travnja – Quavo, američki reper
- 30. travnja – Travis Scott, američki reper
- 3. svibnja – Carlo Acutis, talijanski blaženik († 2006.)
- 22. svibnja – Igor Drvenkar, hrvatski pjevač
- 23. svibnja – Lena Meyer-Landrut, njemačka pjevačica
- 4. lipnja – Ante Vukušić, hrvatski nogometaš
- 10. lipnja – Juan Jesus, brazilski nogometaš

### Srpanj – rujan
- 6. srpnja – Philip Milanov, belgijski atletičar
- 15. srpnja – Derrick Favors, američki košarkaš
- 30. srpnja – Irina Krivko, bjeloruska biatlonka
- 14. kolovoza – Richard Freitag, njemački skijaš skakač
- 20. kolovoza – Mario Tičinović, hrvatski nogometaš
- 12. rujna – Thomas Meunier, belgijski nogometaš

### Listopad – prosinac
- 22. listopada – Frano Pehar, hrvatski pjevač
- 11. studenog – Anton Maglica, hrvatski nogometaš
- 15. studenog – Ivan Erslan, hrvatski MMA borac
- 18. studenog – Tea Pijević, hrvatska rukometna vratarka
- 23. studenog – Bastos, angolski nogometaš

## Smrti

### Siječanj – ožujak
- 4. siječnja – Zvonko Lepetić, hrvatski glumac (* 1928.)
- 26. veljače – Zvane Črnja, hrvatski književnik (* 1920.)
- 17. ožujka – Ana Roje, hrvatska balerina, pedagoginja i koreografkinja (* 1909.)
- 18. ožujka – Mato Lešćan, hrvatski skladatelj (* 1936.)
- 29. ožujka – Franjo Benzinger, hrvatski farmaceut (* 1899.)

### Travanj – lipanj
- 3. travnja – Graham Greene, engleski književnik (* 1904.)
- 4. travnja – Max Frisch, švicarski književnik (* 1911.)
- 14. svibnja – Aladár Gerevich, mađarski mačevalac, (* 1910.)
- 14. lipnja – Peggy Ashcroft, britanska glumica (* 1907.)

### Srpanj – rujan
- 10. kolovoza – Gordan Lederer, hrvatski fotograf i snimatelj (* 1958.)
- 3. rujna – Frank Capra, američki filmski redatelj (* 1897.)
- 5. rujna – Željko Sabol, hrvatski književnik (* 1941.)
- 24. rujna – Theodor Seuss Geisel, američki pisac i crtač stripa (* 1904.)
- 30. rujna – Toma Zdravković, srpski pjevač (* 1938.)

### Listopad – prosinac
- 16. listopada – Boris Papandopulo, hrvatski skladatelj i dirigent (* 1906.)
- 22. listopada – Jozo Martinčević, hrvatski glumac (* 1900.)
- 4. studenoga – Siniša Glavašević, hrvatski književnik i novinar (* 1960.)
- 9. studenoga – Yves Montand, francuski šansonijer i glumac (* 1921.)
- 13. studenog – Anđelko Višić, hrvatski liječnik (* 1948.)
- 20. studenoga – Antun Stipančić, hrvatski stolnotenisač (* 1949.)
- 20. studenoga – Igor Kačić, najmlađa žrtva pokolja na Ovčari (* 1975.)
- 23. studenoga – Klaus Kinski, njemački glumac (* 1926.)
- 24. studenoga – Freddie Mercury, britanski pjevač (Queen), (* 1946.)
- 24. studenoga – Eric Carr, američki bubnjar (Kiss) (* 1950.)
- 29. studenoga – Franjo Majetić, hrvatski glumac (* 1923.)
- 5. prosinca – Rupert Rozmarić, hrvatski katolički svećenik, franjevac (* 1921.)
- 6. prosinca – Pavo Urban, hrvatski branitelj i fotograf (* 1968.)
- 10. prosinca – Karlo Metikoš, hrvatski pjevač (* 1940.)
- 15. prosinca – Tomislav Pejić, hrvatski zagonetač (* 1957.)

## Nobelove nagrade
- Fizika: Pierre-Gilles de Gennes
- Kemija: Richard Robert Ernst
- Fiziologija i medicina: Erwin Neher i Bert Sakmann
- Književnost: Nadine Gordimer
- Mir: Aung San Suu Kyi
- Ekonomija: Ronald Coase

## Vanjske poveznice
|  | Zajednički poslužitelj ima još gradiva o temi 1991. |